# Kalács
El kalács, kalach, kalács, kolache, kolac, colac (hongarès: kalács, rus: калач, ucraïnès: колач, serbi: колач / kolač, búlgar: колач, romanès: colac) és un pa tradicional d'Europa de l'Est, que se serveix habitualment durant diversos àpats rituals. El nom prové de la paraula eslava antiga kolo (коло) que significa "cercle" o "roda".

## Tradició hongaresa
L'hongarès kalács (pronunciat [ˈkɒlaːtʃ]) és un pa dolç molt similar al brioix, generalment cuit en forma trenada, i tradicionalment considerat un aliment de Pasqua. Fins a finals del segle xix, la preparació dels kalács era similar a la del pa de cada dia; la diferència era en la forma i en la farina de millor qualitat que s'utilitzava per als kalács. Avui en dia el kalács es prepara a partir de massa enriquida amb llet i ous. Es cou al forn o forn de maó, de vegades directament sobre les pedres del forn de maó, o sobre una safata de forn.
Els kalács formen part del menú tradicional de Pasqua a Hongria, sovint consagrat juntament amb el pernil a les esglésies catòliques. Inicialment, a la regió de Szeged, Tots sants, es van coure els kalács sense omplir anomenats Kalács de tots els sants (mindenszentek kalácsa, kolduskalács = Kalács del captaire), que es donava als captaires a la porta del cementiri. També es van començar donar kalács als captaires que resaven a la porta del cementiri a Csallóköz per evitar que els morts tornessin. Donar kalács als captaires és la forma cristiana de la tradició pagana de vetllar els morts.

## Tradició romanesa

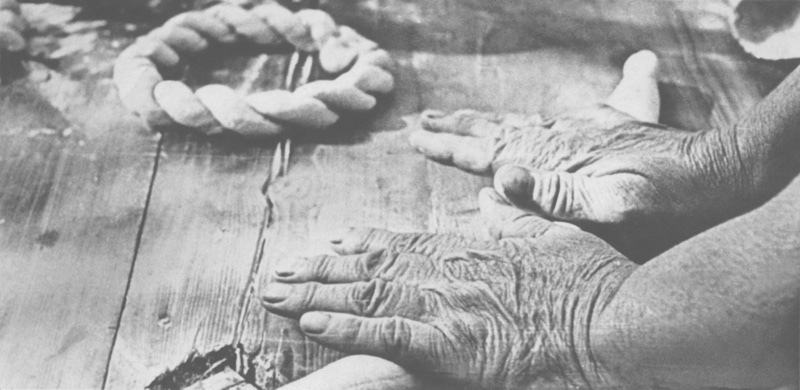
Fent colaci

El colac tradicional romanès i moldau és un pa trenat, que normalment es fa per a ocasions especials o festes, com ara Nadal, Setmana Santa, casaments i funerals. És un costum tradicional de la societat rural romanesa, la nit de Nadal, reunir-se en grups, anar a diferents cases i cantar colinde, nadales tradicionals. En alguns pobles, primer van a casa de l'alcalde, seguit de la casa del professor, mentre que en altres parts no hi ha cap ordre preestablert. Les famílies els convidaven a entrar a la casa i els feien diferents petits regals, com ara fruits secs, fruits secs i colacs.
La paraula colac (plural colaci) prové de l'eslau kolač i, en definitiva, del proto-eslau kolo ("cercle", "roda") que fa referència a la forma circular. La paraula pot ser cognat amb hala (hebreu: חלה‎ ḥallah) i la grega ϰολλιξ.

## Tradició russa

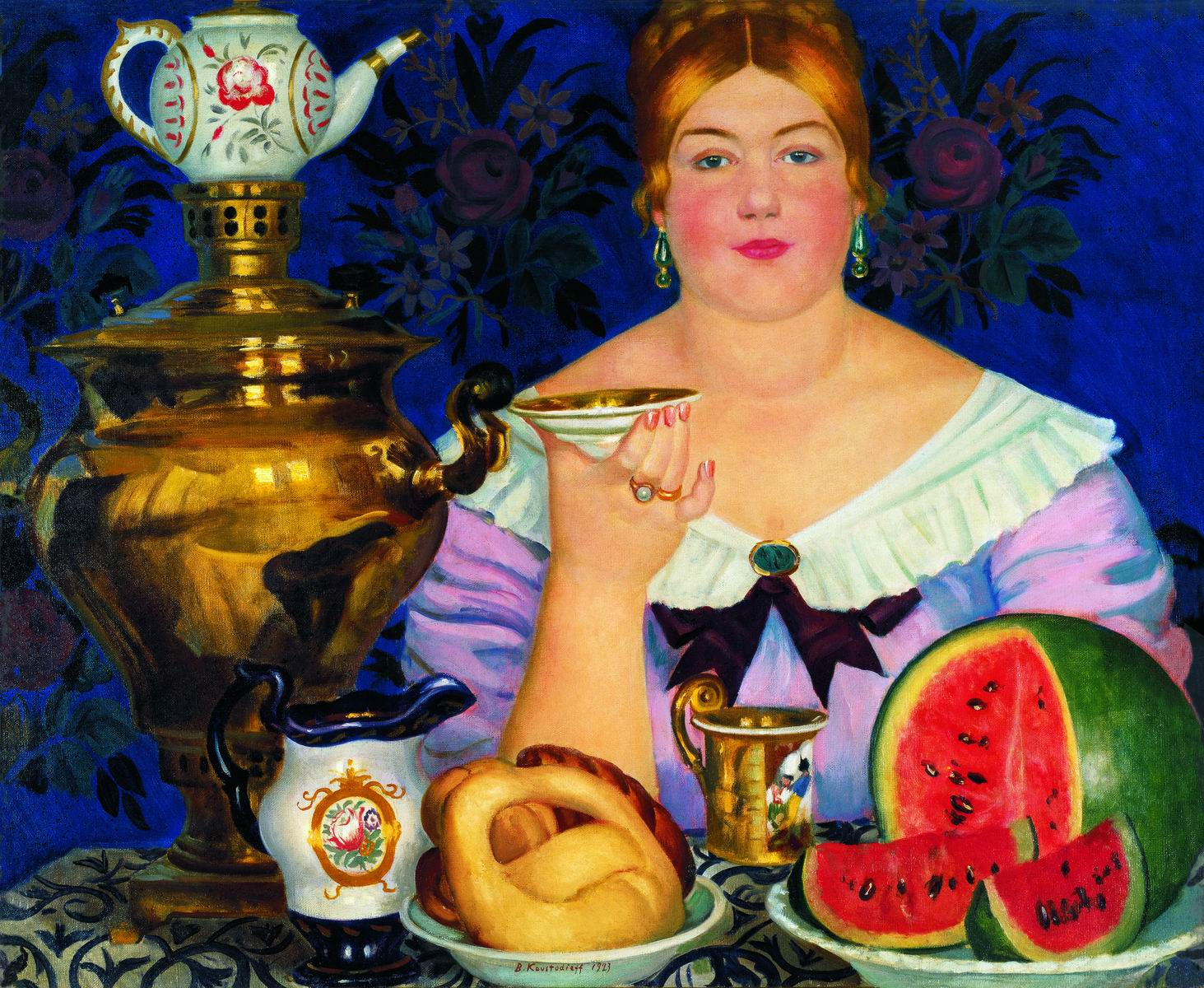
Boris Kustodiev. Una dona de comerciant bevent te, 1923. Una kalatx amb forma de pes rus es representa com era comú en parts central i nord de Rússia.

En rus modern, kalatx es refereix a un tipus específic de pa blanc retorçat. Històricament, kalach significava qualsevol tipus de pa blanc i, abans que entressin en ús els mètodes moderns de trituració de blat, el pa blanc es classificava com un tipus de pa elegant.
Kalach sol semblar un cercle, però una part és significativament més prima i l'altra és significativament més gruixuda. L'explicació tradicional és que la part més prima s'utilitzava com a "mànec", de manera que el kalach podia ser menjat fins i tot pels treballadors que no tenien temps de rentar-se les mans. Després de menjar, el mànec es llençava o es donava als pobres. Com que només les persones desesperades menjaven les nanses que s'havien llençat, es creu que aquest és l'origen de la dita russa "baixar al mànec" (дойти до ручки, doyti do ruchki) que significa experimentar un revés profund, colpejar el rock inferior.

### Llegat cultural
Un home que feia kalaches es deia kalachnik (калачник), que de vegades es convertia en kalashnik (калашник) a causa de l'efecte sandhi.Els descendents d'aquest home podrien rebre el cognom Kalachnikov (Калачников) o Kalashnikov (Калашников, "[fill] del fabricant de kalach").

## Tradició ucraïnesa
Els kolaches ucraïnesos es fabriquen trenant massa feta amb farina de blat en forma d'anell o oblong. Són un símbol de sort, prosperitat i bona recompensa i es preparen tradicionalment per a Svyat Vechir (Sant Sopar), el ritual ucraïnès de la Nit de Nadal.
Per al kolach de Nadal, s'apilen tres pans trenats de mides diverses que representen la Trinitat. La forma circular del pa simbolitza l'eternitat. Quan es serveix com a part del sopar de Nadal, es col·loca una espelma al centre dels pans intricats, però el pa no es pot menjar fins al dia de Nadal perquè l'observació del dejuni d'Advent requereix abstenir-se dels ous fins a la mitjanit de la nit de Nadal.
Per als funerals, els pans es porten a l'església perquè la Divina Litúrgia els beneeixi i després se serveix en rodanxes amb fruita fresca com a símbol del bé que van fer els difunts durant la seva vida. Els costums exactes varien, però com a exemple els tres pans estan decorats amb tres pomes, tres taronges i raïm, amb una espelma col·locada al centre. De vegades es dona un petit pa individual.
A la zona al voltant de Kíev, era costum que una llevadora donés un kolach com a regal als pares, com a part d'una benedicció de fertilitat. Els kalaches també s'utilitzaven en cerimònies funeràries. També a Galícia i Bucovina els nens els donaven als seus padrins en una cerimònia anomenada kolachyny (кола́чини) o kolachannya (кола́чання).
El Museu del Pa de Lviv, Ucraïna, conté molts exemples de kalach, paska i babka intrigats.